# مارشال بينكني وايلدر
مارشال بينكني وايلدر هو سياسي أمريكي، ولد في 22 سبتمبر 1798 في Rindge, New Hampshire ‏ في الولايات المتحدة، وتوفي في 16 ديسمبر 1886. انتخب عضو مجلس نواب ماساتشوستس ‏.